# 時代劇スペシャル 子連れ狼
『時代劇スペシャル 子連れ狼』（じだいげきスペシャル こづれおおかみ）は、小池一夫・小島剛夕の漫画『子連れ狼』を原作とする萬屋錦之介主演のテレビ時代劇。フジテレビ系列で1984年3月1日 21:02～22:48の時代劇スペシャルの枠で放映された。

## 概要
1982年に重症筋無力症にて倒れた萬屋錦之介の復帰第一作となったテレビドラマである。公儀介錯人(作中の架空の役職、御様御用に相当)の職を得ようと御前試合に臨んだ拝一刀と柳生軍兵衛の因縁を中心に、どのような経緯で「子連れ狼」になったか、その成り立ちも含めて、ストーリーが展開する。

## 主な登場人物
- 拝一刀…萬屋錦之介

- お仙…原田美枝子

- 丸亀藩家老…藤巻潤
- 松平周防守…御木本伸介

- 老中…穂高稔
- 柳生備前守…高木二朗
- 辰の市…草薙幸二郎

- とびっちょ…佐藤京一
- 長谷川弘
- 大地康雄
- 柵左近…宮口二朗

- 大東梁佶
- 橋本宣三
- 猿廻し・金八…うえだ峻
- 佃文五郎

- 佐藤晟也
- 友金敏雄
- 戸塚孝
- 岩城力也

- ナレーター：金内良男

- 菅啓次
- 八幡源太郎
- 折尾哲郎
- 佐川二郎
- 田原千之右

- 藤原益二
- 渡辺啓二
- 塚田亘
- 大島光幸

- 田仁川俊夫
- 竹田恵利子
- 伊東あつ子
- 赤石富和
- 片桐順一郎
- 伊東聡
- 平野勝也

- あざみ…亀井光代
- 大五郎…岡田二三

- 柳生軍兵衛…綿引勝彦
- 和泉紋之介…伊吹剛

- 柳生烈堂…三國連太郎

## スタッフ
- 原作：小池一夫、小島剛夕
- 企画：澤井謙爾（フジテレビ）、佐伯明（東映）、穂鷹一興
- プロデューサー：宮川輝水、清水敬三、長橋勇
- 脚本：國弘威雄
- 音楽：津島利章
- 撮影：伊佐山巖
- 監督：大洲齊
- 製作：フジテレビジョン、東映

## 製作
主演の萬屋錦之介は「中村プロダクション」が倒産した際「会社の経営には無関係。ぼくも被害者です」と発言し、俳優仲間やスタッフから総スカンを喰らっていたため、当初は錦之介の故郷ともいうべき、東映京都撮影所での撮影が予定されたが、東映京都には恨みつらみのあるスタッフが大勢おり、彼らからの仕返しを恐れて錦之介は東映京都での撮影を頑なに拒んだ。関係者が説得を続け、「若山富三郎さんが出てくれるなら」という条件を引き出した。錦之介はヤクザを毛嫌いして東映京都を辞めた経緯があるため、ヤクザに顔の効く若山との共演なら、と条件を付けたのだが、若山には「何でオレが錦ちゃんのお守りをしないといけないの?」と拒否された。仕方なく撮影は全て神奈川県川崎市の生田スタジオで行われた。

### 音楽
本作に於ける劇中BGMは津島利章の手によるものだが、後に津島が劇中音楽を手掛けた『鬼平犯科帳（中村吉右衛門主演版）』にこの劇中BGMの一部が流用されている。

## 再放送
CSの時代劇専門チャンネルにて、不定期ながら何度か再放送されている。